# Bas Heymans

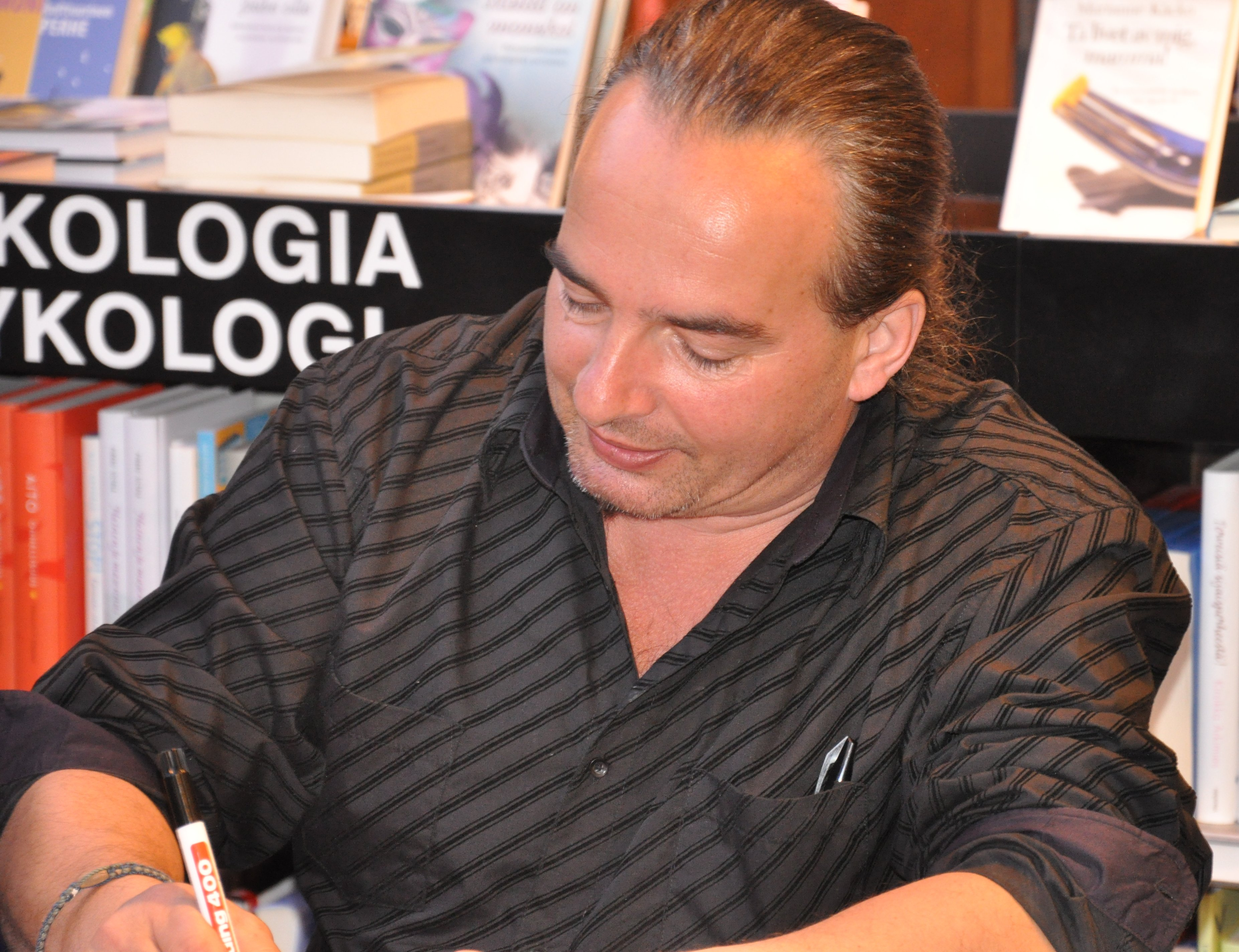
Bas Heymans

Bastiaan 'Bas' Heymans (Veldhoven, 21 maart 1960) is een Nederlandse striptekenaar die met name Disneystrips tekent. Hij is een van de productiefste tekenaars van Disneystrips uit Nederland.

## Biografie
Bastiaan Heymans werd op 21 maart 1960 geboren te Veldhoven. Zijn vader was in die tijd tekenaar. Na zijn schooltijd vertrok Heymans naar Montpellier, waar hij de Académie des Beaux Arts bezocht. Het onderwijs daar omvatte naast tekenen echter ook andere technieken, waar hij weinig belangstelling voor had. Hij brak zijn studie in Montepellier af en bracht zich de rest van de tekenkunst bij door zelfstudie.
In Amsterdam tekenden Bas Heymans met zijn broer Mau Heymans enkele undergroundstrips. Heymans tekende liever geen strips als hij slechts een van de productiestappen voor zijn rekening kon nemen, maar niettemin inkte hij enkele strips. Dit waren met name de strips van zijn broer. Zodoende raakte hij betrokken bij Disneystrips, en later begon hij zelf strips te tekenen voor Disney.
Hij inkt als Disneytekenaar bijna als zijn strips zelf. Donald Duck is zijn lievelingsfiguur, maar in tegenstelling tot zijn broer tekent hij ook andere karakters, zoals Broer Konijn en Joe Carioca. De Joe Carioca-strips op de achterkant van de Donald Duck in 2011 zijn bijna allemaal door hem getekend. Naast zijn werk voor Disney heeft hij ook voor de KNVB de strip Daar heb je Dutchy getekend.

## Stijl
De tekenstijl van Bas Heymans lijkt erg op die van zijn broer Mau. Het werk van beide broers is nauwelijks van elkaar te onderscheiden. Beiden tekenen de eenden in Disneystrips met lange halzen en snavels, in overeenkomst met de stijl van Carl Barks in zijn vroege jaren. Andere kenmerken zijn de grote ogen, Donalds warrige haar en zijn muts die vaak op de zijkant van het hoofd staat.

## Albums
In 2004 werd het vierde album van de reeks De grappigste avonturen van Donald Duck gewijd aan de Disneystrips van Bas Heymans. In 2010 verscheen in Finland het album Taistelupari in de reeks Ankantekijät. Dit album bevatte strips door en achtergrondinformatie over Bas Heymans en zijn broer Mau Heymans.
In Duitsland kwam in 2012 het album Die besten Geschichten von Bas Heymans uit in de Ehapa Comic Collection.
- Gemeinsame Normdatei: 1218486201
- International Standard Name Identifier: 0000 0003 8954 6407
- Library of Congress Control Number: nb2017011293
- Nederlandse Thesaurus van Auteursnamen: 256949204
- Virtual International Authority File: 279568265
- WorldCat: E39PBJyRDQQpQfPP36FtrbymVC